# Уэстовер, Винифред
Винифред Уэстовер (англ. Winifred Westover; 9 ноября 1899, Сан-Франциско, Калифорния — 19 марта 1978, Лос-Анджелес, Калифорния) — американская актриса немого кино.

## Биография
Винифред Хелина Хейд (настоящее имя актрисы) родилась 9 ноября 1899 года в Сан-Франциско (штат Калифорния, США). Отца звали Томас, мать — София. В 1904 году София подала на развод, обвинив своего мужа в жестокости и отсутствии материальной поддержки. Через некоторое время после развода она вышла замуж за писателя по имени Клайд Уэстовер — так маленькая Винифред получила новую фамилию.
После окончания средней школы девушка окончила Доминиканский колледж Сан-Рафаэля (ныне — университет).
В 1915 году Винифред познакомилась с известным режиссёром Дэвидом Гриффитом. Впечатлённый внешними данными 16-летней девушки, Гриффит дал ей небольшую роль без указания в титрах в фильме «Нетерпимость» (лента вышла на экраны в 1916 году и её ждал грандиозный успех). Уэстовер начала регулярно сниматься, в 1919—1920 годах жила в Стокгольме по приглашению кинопродюсера Торы Хольма, за это время снялась в трёх шведских картинах. Вернувшись в США, поселилась в Нью-Йорке, продолжив сниматься в не-голливудских лентах. Основной актёрский образ — наивная инженю. В 1921 году уехала в Калифорнию к жениху, известному актёру Уильяму Харту. На этом карьера Уэстовер была окончена, так как в день свадьбы она, по желанию мужа, подписала официальную бумагу о прекращении своей актёрской деятельности. В 1930 году, уже после развода, Винифред снялась в ещё одном фильме, но после этого 31-летняя актриса окончательно удалилась на покой.
Винифред Уэстовер скончалась 19 марта 1978 года в Лос-Анджелесе. Похоронена на Вествудском кладбище.

### Личная жизнь
Почти сразу после возвращения девушки из Швеции в США, с другого конца страны увидеть её приехал известный актёр Уильям Харт, с которым Уэстовер познакомилась ещё в Голливуде. Он ухаживал за ней, оказывал знаки внимания, потом вернулся в Калифорнию, так как обязан был продолжать сниматься. Тем временем известный продюсер Льюис Селзник предложил актрисе выгодный пятилетний контракт, Уэстовер уже готова была его подписать, когда получила телеграмму от Харта с просьбой ничего не подписывать, пока она не получит от него уже идущее письмо. Письмо содержало предложение руки и сердца, девушка телеграфировала согласие.
Свадьба состоялась 7 декабря 1921 года (жених был старше невесты на 35 лет: Уэстовер — 22 года, Харту — 57 лет) в Лос-Анджелесе. На свадьбе присутствовали всего три гостя: мать Уэстовер, сестра и адвокат Харта. В день свадьбы Уэстовер, по желанию мужа, подписала официальную бумагу о прекращении своей актёрской деятельности. Девушка переехала в дом, где жил Харт со своей сестрой-инвалидом Мэри. Уже через полгода после свадьбы Харт велел своей беременной жене покинуть его дом, и она переехала к своей матери в Санта-Монику. Во время бракоразводного процесса Уэстовер сказала, что причиной развода стала сестра Харта: Уильям настаивал на том, чтобы держать открытой дверь, отделяющую их спальню от комнаты его сестры. 22 сентября 1922 года Уэстовер родила сына, которого назвали Уильям С. Харт-младший. 11 февраля 1927 года Уэстовер и Харт официально были разведены. Она получила от бывшего мужа 100 000 долларов (ок. 1,54 млн долларов в ценах 2022 года) при условии, что не вернётся к актёрской карьере и не будет фотографироваться для журналов. В будущем Харт-младший стал профессором земельной экономики в Университете Южной Калифорнии.

## Избранная фильмография
- 1916 — Нетерпимость / Intolerance — фаворитка Эгиби (в титрах не указана)
- 1917 — Джим Бладсо[англ.] / Jim Bludso — Кейт Таггарт
- 1917 — Старомодный юноша[англ.] / An Old-Fashioned Young Man — Мейм Мортон
- 1917 — Весёлые дарители[англ.] / Cheerful Givers — Эстелла
- 1918 — Хоббс торопится[англ.] / Hobbs in a Hurry — Хелен Реншоу
- 1919 — Любовь / Love — Винни
- 1919 — Юбки Джона[англ.] / John Petticoats — Кэролайн Мередит
- 1920 — Старушка 31[англ.] / Old Lady 31 — Мэри
- 1920 — Деревенский сыщик[англ.] / The Village Sleuth — Пинки Вагнер
- 1921 — Энн с Литтл-Смоки[англ.] / Anne of Little Smoky — Энн
- 1930 — Простак[англ.] / Lummox — Берта Оберг

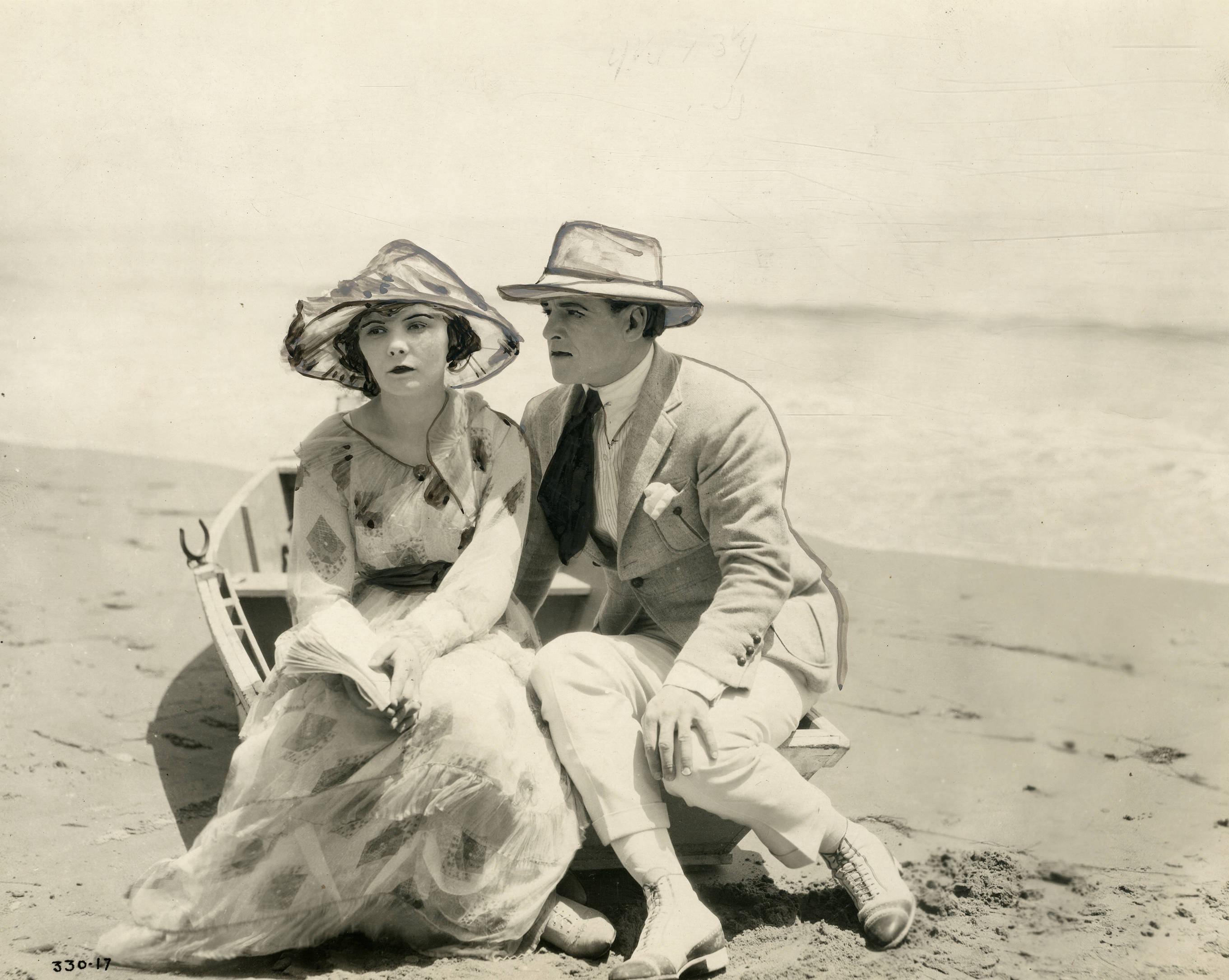
С Уильямом Расселлом[англ.] в фильме «Весь мир в ничто» (1918)
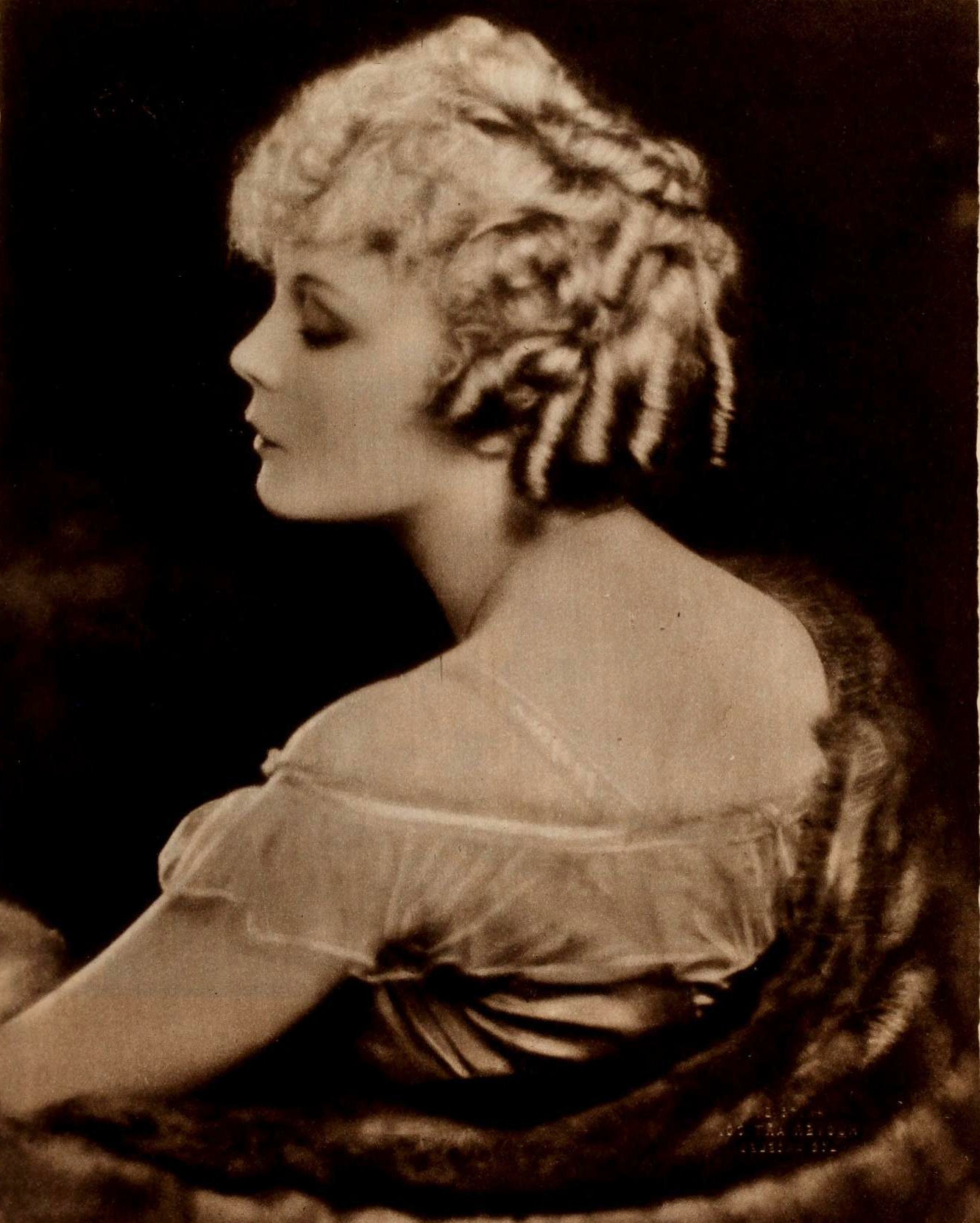
Фото 1918 года
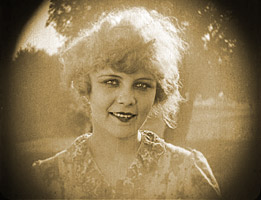
Фото 1919 года
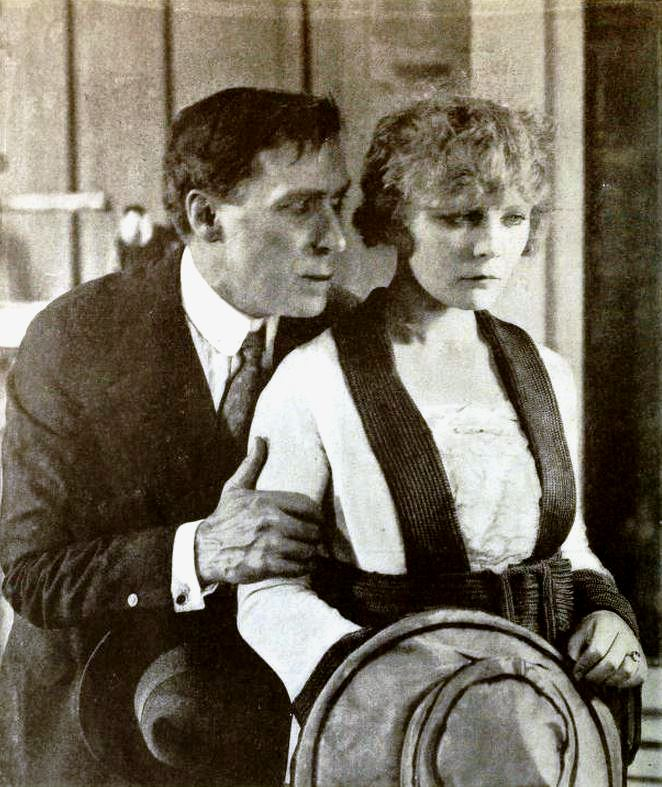
С Уильямом Хартом в фильме «Юбки Джона[англ.]» (1919)
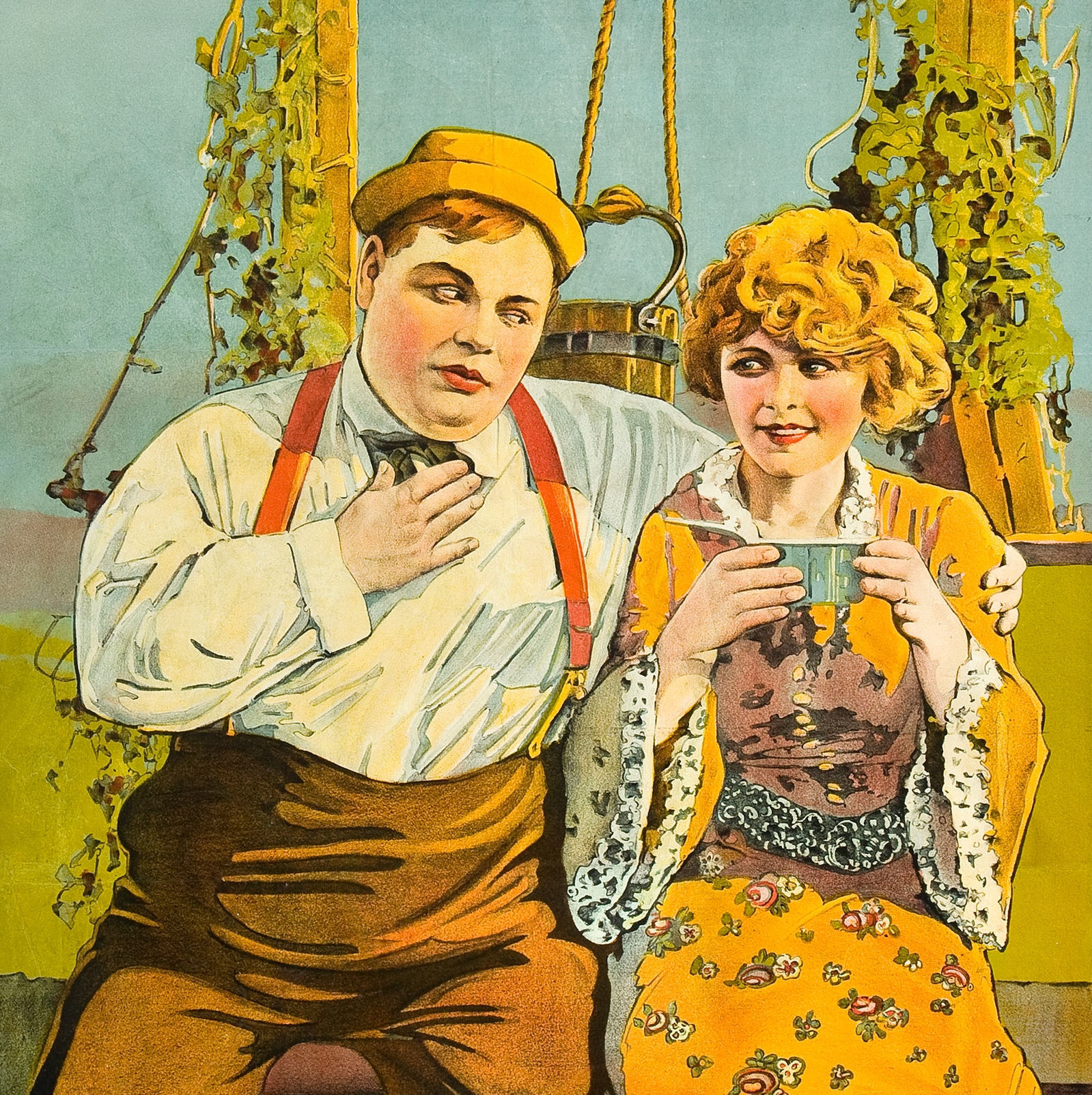
С Роско Арбаклом на постере фильма «Любовь» (1919)
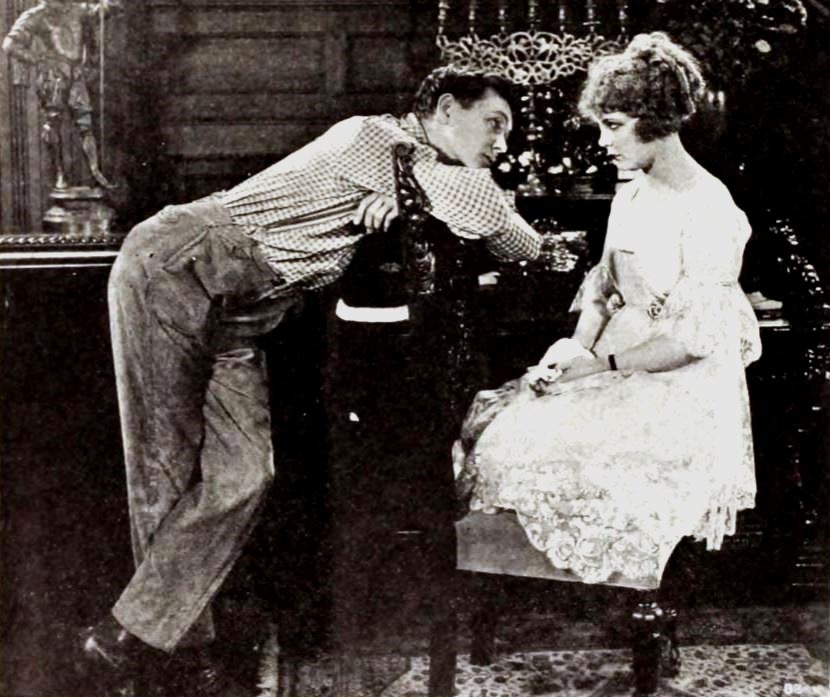
С Чарльзом Рэем[англ.] в фильме «Деревенский сыщик[англ.]» (1920)
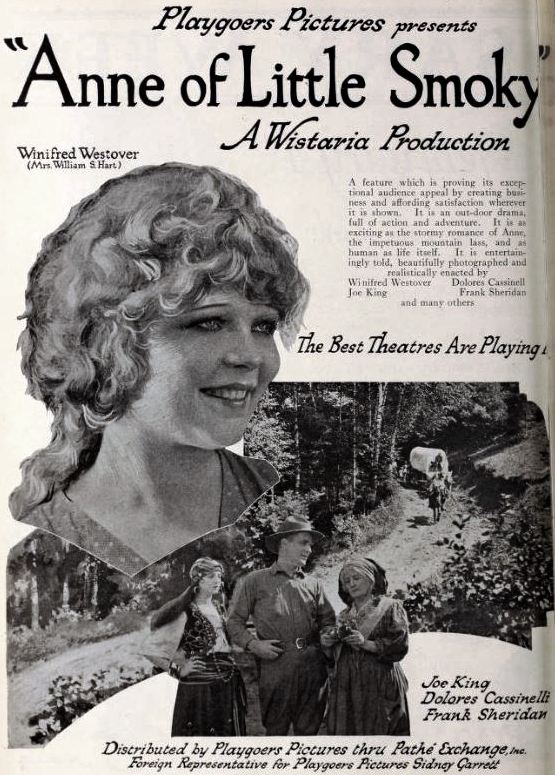
В рекламе фильма «Энн с Литтл-Смоки[англ.]» (1921)
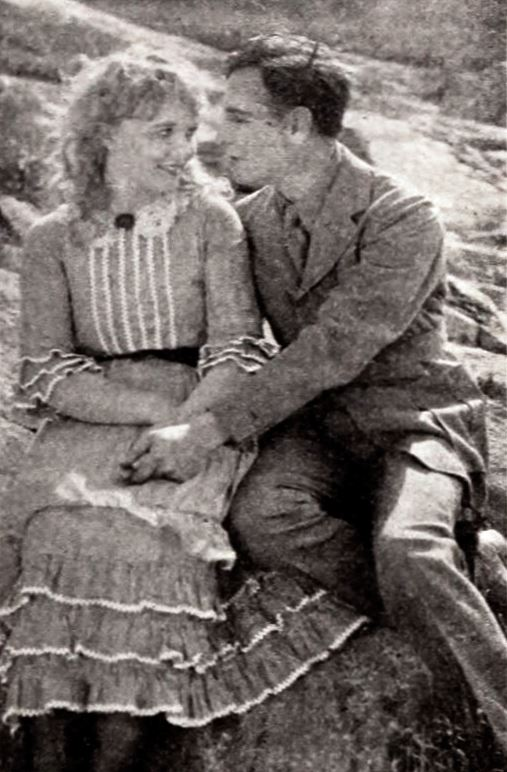
С Конуэем Тирлом[англ.] в фильме «Любовный маскарад» (1922)